# Aphrotenia barnardi
Aphrotenia barnardi är en tvåvingeart som beskrevs av Lars Zakarias Brundin 1966. Aphrotenia barnardi ingår i släktet Aphrotenia och familjen fjädermyggor. Inga underarter finns listade i Catalogue of Life.